# چرچی‌بوغان
چَرچی‌بوغان (به لاتین: Çərçiboğan) نام یک روستا و بخش در جمهوری آذربایجان است که در شهرستان شرور واقع شده‌است. چرچی‌بوغان ۳٬۳۷۴ نفر جمعیت دارد.
نام چرچی‌بوغان به معنی «محل غرق شدن چرخچی دستفروش» است.